# Brian Gwynne Horrocks
Generalporočnik sir Brian Gwynne Horrocks, KCB, KBE, DSO, MC, britanski general, televizijski voditelj in pisatelj, * 7. september 1895, † 4. januar 1985.
Horrocks je najbolj poznan po poveljevanju britanskemu 30. korpusu med zavezniško operacijo Market Garden in sodelovanjem v drugih operacijah druge svetovne vojne. Predhodno je služil v prvi svetovni vojni, bil dvakrat ujet, sodeloval pa je tudi na Poletnih olimpijskih igrah leta 1924 v Parizu. Po koncu vojaške kariere je bil televizijski voditelj, pisatelj del na področju vojaške zgodovine in bil 14 let Black Rod v Lordski zbornici.
Leta 1940 je Horrocks poveljeval bataljonu med bitko za Francijo; takrat je bil prvič pod poveljstvom Bernarda Montgomeryja, najbolj uspešnega britanskega poveljnika druge svetovne vojne. Montgomery je pozneje prepoznal Horrocksa kot enega svojih najbolj sposobnih častnikov, zaradi česar ga je prestavil v poveljstvo korpusa, tako v Severni Afriki kot v Evropi. Leta 1943 je bil Horrocks huje ranjen in je potreboval več kot leto bolniškega dopusta, preden je prevzel poveljstvo korpusa v Evropi. Možno je, da je bil zaradi te daljše odsotnosti spregledan pri napredovanju, saj so njegovi kolegi (poveljniki korpusov v Severni Afriki, npr. Leese, Dempsey) v tem času poveljevali že najmanj armadi. Horrocks ni nikoli popolnoma prebolel rane in zaradi tega se je bil prisiljen predčasno upokojiti po vojni.
Od leta 1945 je Horrocks veljal za enega najbolj uspešnih generalov Britanske kopenske vojske in je hkrati veljal kot »beau ideal korpusnega poveljnika«. Dwight David Eisenhower ga je označil za »izjemnega britanskega generala pod Montgomeryjem«.

## Zgodnje življenje in prva svetovna vojna
Horrocks je bil edini sin polkovnika Sir Williama Horrocksa, zdravnika v Kraljevem vojaškem medicinskem korpusu. Sprva se je šolal na Uppingham School, angleški samostojni šoli, nato pa je leta 1913 vstopil v Kraljevi vojaški kolidž Sandhurst. Sprejet je bil s šestim najslabšim rezultatom (med 167 uspešnimi kandidati), pri čemer so pri njegovi prijavi upoštevali tudi dodatnih 200 točk za opravljen certifikat Častniškega trenažnega korpusa, česar niso imeli vsi kandidati. Na kolidžu se je zelo slabo odrezal, zaradi česar je bil v nevarnosti, da ne bo postal častnik, a je to preprečil začetek prve svetovne vojne .
Tako je bil 8. avgusta 1914 povišan v častnika 1. bataljona Middlesex Regiment, nakar se je kot drugi poročnik pridružil Britanskemu ekspedicijskemu korpusu. Ognjeni krst je doživel med bitko za Mons. 21. oktobra, med bitko za Armentières, je bil njegov vod obkoljen, pri čemer je bil Horrocks ranjen in zajet. Med okrevanjem v nemški vojaški bolnišnici je bil večkrat zaslišan, saj so bili Nemci prepričani, da Britanci uporabljajo dum-dum strelivo v nasprotju s Haaško konvencijo leta 1899. Nemci mu istočasno niso dovolili, da se preobleče oz. da mu preoblečejo posteljnino ter njemu in drugemu britanskemu častniku niso dodelili osnovnih potrebščin. Ker sta bila oba začasno paralizirana, sta se morala plaziti na stranišče, zaradi česar so se njune rane vnele. Stanje se je izboljšalo, ko je bil izpuščen iz bolnice in premeščen v vojno ujetniško taborišče. Med prevozom se je spoprijateljil z nemškim spremljevalcem; to je pripisal medsebojnemu spoštovanju frontnih bojevnikov. 18. decembra 1914 je bil povišan v prvega poročnika, kljub temu da je bil v vojnem ujetništvu. V tem času je hotel večkrat pobegniti, a je bil vedno zajet; v najboljšem poskusu je že skoraj dosegel nizozemsko mejo. Da bi mu preprečili nadaljnje poskuse, so ga Nemci prestavili v taborišče za ujete ruske častnike. Horrocks je to izkoristil, da se je naučil ruščine. Pozneje, ko je delal v Lordski zbornici, je s svojim znanjem ruščine presenetil Hruščova in Bulganina, ko sta obiskala zbornico. Zaradi svojega obnašanja v ujetništvu so mu leta 1920 podelili vojaški križec (retroaktivno 5. maja 1919).
Po koncu vojne se je vrnil v domovino, a se ni mogel privaditi civilnemu življenju. Tako se je večkrat odpravil v London na zabave, pri čemer je v šestih tednih zapravil štiriletno plačo, ki se mu je nabirala med ujetništvom. Kljub temu se je leta 1919 vrnil nazaj v vojaško službo, saj so potrebovali ljudi z znanjem ruščine.

## Medvojno obdobje

### Rusija
Leta 1919 so Horrocksa premestili v Rusijo kot del zavezniške intervencije med rusko državljansko vojno. Potem, ko je 19. aprila pristal v Vladivostoku, je bil dodeljen britanskemu štabu. Da bi nadomestili vračajočo se Češkoslovaško legijo, so Britanci pospešeno urili nove ruske vojake. Za to so imeli na voljo le dva pehotna bataljona in dve manjši administrativni enoti; en bataljon je bil namenjen za pehotno urjenje in oboroževanje Rusov z britansko vojaško opremo, medtem ko je bil drugi bataljon zadolžen za komunikacijsko usposabljanje. 
Horrocksova prva naloga, skupaj s skupino 13 britanskih častnikov in 30 vojakov, je bila varovanje vlaka s 27 vagoni artilerijskih granat; vlak so varovali več kot mesec dni na vožnji iz Vladivostoka v Omsk. Ker je edini znal ruščino, je Horrocks predstavljal komunikacijsko vez med Britanci in Rusi. Tako je moral na vsaki postaji preprečiti, da bi mu ruski postajenačelniki zasegli vagone. Med postankom v Mančuliju je prisotnost britanskih častnikov povzročila skorajšnji dvoboj med dvema kozaškima častnikoma. Horrocks je sprejel prošnjo, da je sekundant, a sta bila Kozaka prej aretirana. Uspelo pa mu je preprečiti, da bi šla Kozaka pred sodišče, ko se je skliceval na svojo slabo ruščino kot vzrok nesporazuma. 20. maja je vlak prispel v Omsk z vsem tovorom.
Njegova naslednja zadolžitev je bila v Jekaterinburgu v Uralu, kjer je postal namestnik poveljnika podčastniške šole, ki je bila dodeljena Anglo-ruski brigadi. Ta položaj mu ni ustrezal, saj je moral odpustiti skoraj tretjino prvotnega kadra zaradi medicinskih razlogov, hkrati pa se je moral boriti za oskrbo s strani Bele garde. Kljub temu mu je zrasel ugled med vojaki, hkrati pa je pričel občudovati ruske vojake.
Kljub temu, da so bili Britanci kmalu zatem odpoklicani nazaj domov, sta Horrocks in George Hayes ostala v Rusiji, kjer sta bila svetovalca pri 1. sibirski armadi. Beli armadi se je pridružil pri njenem umiku v Vladivostok. 7. januarja 1919 ga je v mestu Krasnojarsk zajela Rdeča armada; po tem je 10 mesecev preživel v vojnem ujetništvu in v tem času prebolel hud tifus. Britanska vlada je zagotovila njegovo izpustitev in tako je 29. oktobra zapustil Rusijo na krovu lahke križarke HMS Delhi..

### Zopet doma
Horrocks se je pridružil svojemu polku, ki je bil nastanjen v Nemčiji kot del Britanske vojske na Renu, nato pa je bil premeščen na Irsko, kjer je sodeloval v irski osamosvojitveni vojni. Tam se je moral ukvarjati s preiskavami orožja in izogibanjem zasedam in cestnim blokadam, kar je označil »za najbolj neprijetno obliko vojskovanja«. Nato je bil njegov polk za krajši čas premeščen v Šlezijo, kjer je miril napetosti med Poljaki in Nemci.
Po vrnitvi v Veliko Britanijo se je Horrocks pričel ukvarjati z modernim peterobojem. Uspešno je nastopal na vojaških tekmovanjih, tako da je bil izbran za člana britanske olimpijske ekipe za poletne olimpijske igre leta 1924 v Parizu; med 38 nastopajočimi je dosegel 20 mesto. Potem je prevzel položaj adjutanta 9. bataljona polka Middlesex, del Teritorialne vojske (1926—1930) in bil študent na Štabnem kolidžu Camberley (1931—1932), štabni stotnik v Vojni pisarni (1934—1936), brigadni major 5. pehotne brigade (1936—1938) in inštuktor na Štabnem kolidžu. Služenje v Teritorialni vojski je Horrocks označil kot eno najbolj veselih obdobij v življenju, hkrati pa je pridobil izkušnje z vodenjem rezervistov, kar je izkoristil med drugo svetovno vojno. Leta 1935 je postal brevetni major, nakar je bil naslednje leto dokončno povišan v majorja; leta 1937 pa je prejel povišanje v brevetnega podpolkovnika.
Leta 1928 se je poročil z Nancy Kitchin, hčerko arhitekta pri lokalnem vladnem odboru. Imela sta le eno hčerko, Gillian, ki se je utopila leta 1979 med plavanjem v Temzi.

## Druga svetovna vojna
Ob pričetku druge svetovne vojne je Horrocks delal kot inštruktor na Štabnem kolidžu, kjer je bil od leta 1938. Potem, ko je decembra 1939 pomagal zasnovati krajši častniški  tečaj, je bil povzdignjen v nadomestnega podpolkovnika. Maja 1940 je bil prestavljen v Francijo, kjer je postal poveljnik 2. bataljona Middlesex polka; to je bil mitralješki bataljon, ki je bil neposredno dodeljen 3. pehotni diviziji (tej je poveljeval generalmajor Bernard Montgomery). Takratna britanska doktrina je namreč narekovala, da so težkomitralješke enote pod neposrednim poveljstvom divizije oz. korpusa, ne da bi organsko vključili težke mitraljeze neposredno v podrejene enote.
Bataljonu se je pridružil med njegovim umikom proti Dunkirku in že po 17 dneh si je zagotovil občudovanje poveljstva; posledično so ga začasno povišali v brigadirja in ga postavili za poveljnika 11. pehotne brigade. Brigadni predhodni poveljnik, Kenneth Anderson, je bil povišan v poveljnika 3. pehotne divizije med operacijo Dinamo. Istočasno je bil Alan Brooke, poveljnik 2. korpusa, odpoklican v Anglijo in njegov položaj je zasedel Montgomery. Ko se je vrnil v Veliko Britanijo, je prevzel poveljstvo 9. pehotne brigade z nalogo, da odbije morebitno nemško invazijo. Po krajšem obdobju kot generalštabni brigadir v Zahodnem poveljstvu je bil 25. junija 1941 povišan v v.d. generalmajorja in poveljnika 44. pehotne divizije. Predhodno pa je bil 29. maja 1941 povišan v polnega polkovnika (retroaktivno z 1. julijem 1940).
Leta 1942 je bil Horrocks postavljen za poveljnika novoustanovljene 9. oklepne divizije in 27. junija je dobil začasni čin generalmajorja. Horrocks, pehotni častnik brez izkušenj s konjenico, je bil nenavadna izbira za poveljnika oklepne divizije. Uvedel je strogo urjenje, pri čemer je organiziral številne vaje, da bi izboljšal bojno sposobnost divizije in hkrati pridobil več znanja s področja oklepnega bojevanja. Kljub temu, da ni nikoli poveljeval diviziji v boju, je bil povišan v v.d. generalporočnika in bil poslan v Egipt, da bi prevzel poveljstvo 13. korpusa, ki je bil v sestavi 8. armade (le-ta je bila pod poveljstvom Montgomeryja). To se je zgodilo potem, ko sta poveljstvo v Severni Afriki prevzela general Harold Alexander in generalporočnik Montgomery in se odločila, da odstranita nesposobne poveljnike;  začela sta z odstranitvijo Auchinlecka. Montgomery je tako vpoklical poznane častnike, med drugim tudi Horrocksa, ki ga je označil za »natanko tisto, kar je rabil za prihajajočo službo«.

### Severna Afrika
Ob prihodu v Severno Afriko je bil Horrocksov korpus poslan na greben Alam el Halfa, kjer so pričakovali napad Nemškega afriškega korpusa. Montgomery mu je ob tem naročil, da ustavi Rommlov napad, »ne da bi se uničil«, saj je hotel prihraniti čim več sil za načrtovano drugo bitko za El Alamein. Horrocks se je tako pripravil na popolnoma defenzivno bitko, pri čemer je vkopal svoje tanke okoli grebena. Ko so jih Nemci napadli 30. avgusta, le-ti niso uspeli zvabiti britanskih tankov pred svoje 88 mm topove; to je bila taktika, ki se je izkazala v prejšnjih bitkah. Britanci so odgovorili z močnim artilerijskim ognjem in letalskimi napadi Puščavskega vojnega letalstva. Bitka se je končala z nemškim zavzetjem hriba Himeihat (pirova zmaga), ki pa ga zavezniki niso več hoteli ponovno osvojiti po spodletelem napadu 2. novozelandske divizije. Zaradi uspešnega odpora je morala vojakov zrasla in Horrocks je prejel pohvale tudi od svojega podrejenega brigadirja Robertsa za njegovo »čudovito zmožnost zbujanja samozavesti in navdušenja, kamorkoli gre«. Tudi Montgomery ga je pohvalil, saj si »[on] zasluži veliko pohvalo za njegovo akcijo na tisti dan«.
Horrocksu so tako ponudili poveljstvo 10. oklepnega korpusa v načrtovani bitki za El Alamein, a je to zavrnil, saj je bil prepričan, da je generalmajor Herbert Lumsden, konjeniški častnik, bolj primeren za tako poveljstvo. Tako je obdržal poveljstvo nad 13. korpusom, pri čemer je dobil nalogo, da izvede slepilni napad na jug, da bi preslepil sile osi; glavni napad na severu pa bi tako izvedla britanski 30. in 10. oklepni korpus. Tudi tokrat mu je Montgomery prepovedal večje tankovske izgube, zato je 13. korpus izvedel manjše napade. Britanci so tako zmagali v drugi bitki za El Alamein; posledično je bil Horrocksov korpus postavljen v rezervo in zmanjšan v velikosti, medtem ko je preostala 8. armada zasledovala umikajoče se nemško-italijanske enote. Nekaj časa je imel pod svojim poveljstvom le enoto za odstranjevanje, ki je čistila razbitine na bojišču. Decembra pa je vseeno prevzel poveljstvo 10. korpusa, ki je bil konica napada 8. armade, saj je bil Lumsden razrešen zaradi slabega poveljevanja. 31. decembra 1942 pa je bil imenovan za spremljevalca reda za zasluge.
Po padcu Tripolija januarja 1943 so se preostale enote sil osi umaknile na predhodno pripravljene obrambne položaje v južni Tuniziji, ki so se nahajali pred Marethovo linijo, ki jo je zgradila Francija pred vojno. Marca 1943 je Horrocks izvedel enega svojih najbolj uspešnih napadov. Njegov korpus (v sestavi je imel britansko 1. oklepno divizijo, brigado Svobodnih francoskih sil, dodelili pa so mu še Novozelandski korpus, ki je imel v sestavi novozelandsko 2. divizijo in britansko 8. oklepno brigado) je dobil ukaz, da napade v sklopu operacije Supercharge II, potem ko je 30. korpus neuspešno napadel nemške položaje. Horrocks je izvedel bočni napad preko prelaza, za katerega so Nemci mislili, da je nepremagljivo zavarovan, s čimer je ogrozil celotno linijo; s tem je povzročil umik sil osi na druge obrambne položaje. V boju so bile uničene tri italijanske divizije, medtem ko so nemške 15. tankovska, 21. tankovska in 164. pehotna divizija utrpele težke izgube. Horrocks je bil po bitki premeščen v 1. armado, kjer je prevzel poveljstvo 9. korpusa, saj se je predhodni poveljnik, John Crocker, poškodoval med urjenjem. Korpusu je poveljeval med zadnjo zavezniško ofenzivo v Tuniziji med aprilom in majem 1943, pri čemer je zavzel Tunis, kjer so se predali ostanki Armadne skupine Afrika. Za svoje zasluge je bil 24. junija omenjen v poročilih in za svoje poveljstvo v Tuniziji je bil 5. avgusta imenovan za spremljevalca reda kopeli; hkrati pa je prejel začasni čin generalporočnika in vojnega polnega generalmajorja.
Junija 1943 je bil huje ranjen med letalskim napadom na Bizerte, kjer je opazoval vajo za operacijo Plaz, načrtovano zavezniško invazijo na Salerno. Krogle iz nemškega lovca so ga zadele v prsni koš in poškodovale pljuča, želodec in črevesje. Prestal 
je pet operacij in nato preživel 14 mesecev v bolnišnici. Posledice te poškodbe je čutil do konca življenja in so bile glavni razlog za njegovo predčasno upokojitev.

### Evropa
Po dobrem letu odsotnosti je Horrocks obvestil Alana Brooka, načelnika Imperialnega generalštaba, da si »zelo želi dobiti drug korpus«. Tako je avgusta 1944 prevzel začasni čin generalporočnika, nakar je bil poslan v Francijo, kjer je prevzel poveljstvo 30. korpusa, ki je bil vpleten v bitko za Falaise; nasproti je imel nemško 7. in 5. tankovsko armado. Montgomery je zamenjal predhodnega poveljnika, Gerarda Bucknalla, zaradi neuspešnega poveljevanja med operacijo Overlord. Njegov korpus je nadaljeval s prodorom proti Belgiji, kjer je osvobodil Bruselj; v najboljšem dnevu je korpusu uspelo prevoziti 250 milj. Zaradi težav v oskrbovanju je bil Horrocks preusmerjen, da zavzame Antwerpen in tako skrajša zavezniške oskrbovalne linije v Zahodni Evropi. Mesto in pristanišče je osvobodila 11. oklepna divizija, medtem ko je Montgomery zaustavil Horrocksa severno od mesta zaradi pomanjkanja oskrbe. Po vojni je Horrocks izrazil prepričanje, da bi takrat lahko prevozil še dodatnih 100 milj, čeprav se ne ve, če bi mu to uspelo doseči zaradi zastojev. Zavezniška obveščevalna služba je spregledala dejstvo, da je nasproti 39. korpusu le ena nemška divizija. Toda premor so izkoristili tudi Nemci, da so se reorganizirali okoli reke Šelde. Nadaljnji zavezniški prodor pa je pričela ovirati Studentova 1. padalska armada.. Zavezniki so izsilili prehod preko reke šele po enomesečni bitki za Šeldo, ki je padla na ramena 1. kanadske armade. Med septembrom je bil 30. korpus spet preusmerjen drugam, tokrat na vzhod.  
Montgomery je septembra sprožil operacijo Market Garden, katere glavni cilj je bilo zavzetje mostov preko Rena in tako omogočiti napredovanje v nemško industrijsko središče. 30. korpus naj bi tako predstavljal udarno konico 21. armadne skupine, ki naj bi napredovala po koridorju, ki bi ga vzpostavili ameriški, britanski in poljski padalci vzdolž edine ceste in hkrati zavarovali vse mostove. V štirih dneh naj bi Horrocks tako prispel v Arnhem, kjer bi se združil z britansko 1. zračnoprevozno divizijo.

Toda v resnici korpus ni nikoli prispel v Arnhem, čeprav je 1. zračnoprevozna divizija držala Arnhem še dodatnih pet dni; 21. septembra so bile skoraj tri četrtine divizije uničene ali zajete. Povojne analize so del krivde pripisale tudi Horrocksovemu korpusu, saj se niso zavedali časovne omejitve, hkrati pa so zavezniške obveščevalne službe zelo slabo ocenile nemške sile. Tako so spregledali ostanke dveh SS-tankovskih divizij, ki sta bili poslani na področje Arnhema na reorganizacijo in so našteli le »nekaj pehotnih enot in med 50 in 100 tankov« na Nizozemskem. Serija protinapadov Armadne skupine B (pod poveljstvom feldmaršala Modla) je prisilila Horrocksov korpus v obrambo, s čimer so zadržali britanski prodor proti Arnhemu in jih prisilili, da so okrepili izpostavljena boka. Neprimerno zemljišče je prisililo Britance, da je predhodna Gardna oklepna divizija napredovala le po eni ozki cesti, ki se je nahajala na nasipu nad ravno, poplavljeno pokrajino. Nadaljnji zastoj pri napredovanju se je pojavil že prvi dan, ko ameriški 508. padalski pehotni polk ni uspel zaseči mostu v Nijmegnu in je tako moral Horrocksov korpus pomagati v bojih za osvojitev. A Horrocks ni bil nikoli napaden zaradi svojega vodenja med to operacijo, ampak je prejel pohvale. Tako je v tem času ameriška 82. zračnoprevozna divizija prišla pod poveljstvo njegovega korpusa in poveljnik divizije, James M. Gavin, je pozneje zapisal: 
Bil je pravi general in njegove odlike poveljevanja so bile večje, kot sem kdaj videl. Med mojimi predavanji na ameriški vojaški šoli sem velikokrat dejal, da je bil general Horrocks najboljši general, kar sem ga srečal med vojno in najboljši poveljnik korpusa.— James Gavin
Zgodaj leta 1945 je 30. korpus sodeloval v operaciji Veritable, s katero so končno prisilili nemške sile k umiku nazaj čez Ren. Med operacijo je korpus izrabil svojo številčno artilerijsko oborožitev in za krajši čas je imel v svoji sestavi 9 divizij.. Pred operacijo je Horrocks sprejel ponudbo Bombniškega poveljstva RAF, da napade mesto Cleves in tako omogoči napad 15. škotske divizije. Bombniki so odvrgli 1384 ton močnega eksploziva, ki je popolnoma uničil mesto. Pozneje je Horrocks priznal, da je bila to »najhujša odločitev, ki jo je do takrat kdajkoli sprejel v življenju« in da se je počutil »fizično bolan«, ko je videl leteli formacijo bombnikov. Operacija Veritable je bila uspešna, saj je 30. korpus prodrl v Nemčijo in 26. aprila zavzel Bremen. Ob tem so osvobodili tudi taborišče Stalag X-B. Do konca vojne je korpus dosegel Cuxhaven.
Horrocks je bil še dvakrat omenjen v poročilih zaradi svojih zaslug (22. marca in 9. avgusta 1945) in 5. julija je bil imenovan za viteškega poveljnika reda britanskega imperija. Poleg tega je prejel še odlikovanja drugih zavezniških držav: Belgije, Francije, Nizozemske, Grčije in ZDA.

## Povojna kariera
Horrocks je nadaljeval z vojaško službo in bil leta 1946 povišan v polnega generalporočnika (retroaktivno z 29. decembra 1944). Krajši čas je poveljeval tudi Britanski vojski na Renu, dokler ni bil leta 1949 predčasno upokojen zaradi zdravstvenih razlogov. Istega leta je bil povišan v viteškega poveljnika reda kopeli v Kraljevih rojstnodnevnih časteh in služil kot častni polkovnik v kraljevi artilerijski enoti Teritorialne vojske. Leta 1949 je bil imenovan za položaj Gentleman Usher of the Black Rod, ki ga tradicionalno zasedejo upokojeni častniki; njegovo imenovanje je potrdila kraljica Elizabeta leta 1952. Black Rod nadzoruje administracijo Lordske zbornice, skrbi za vstop in sodeluje v obredih. Leta 1957 je tako moral Horrocks ukazati Vivien Leigh, naj zapusti zbornico. Med dolgimi zasedanji si je krajšal čas z izpolnjevanjem nogometnih stavnih listkov, pri čemer so lordi mislili, da si zapisuje potek zasedanj. S tega položaja se je upokojil leta 1963.
V tem času se je pričel ukvarjati tudi s pisanjem o vojaških zadevah za časopise in revije; med drugim je tako pisal za Picture Post in The Sunday Times. Posledično se je krajši čas uspešno ukvarjal tudi z vodenjem televizijskih programov Men in Battle in Epic Battle, ki jih je produciral Huw Wheldon. V teh programih je Horrocks predaval o velikih zgodovinskih bitkah, pri čemer je bil program namenjen širšemu občinstvu. Dal je tudi več intervjujev za serijo The World at War; njegova slika se je pojavila na naslovnici revije Radio Times. Po koncu televizijske kariere je bil član upravnega odbora gradbenega podjetja Bovis, a je nadaljeval s pisanjem (pisal je kolumno za The Sunday Times) in urejanjem serije polkovnih zgodovin. Njegova avtobiografija, A Full Life, je izšla leta 1960 in leta 1977 je soizdal knjigo Corps Commander o svojih bitkah v Evropi.
Sodeloval je pri snemanju filma Nedosegljivi most kot vojaški svetovalec. 
V filmu ga je upodobil igralec Edward Fox, ki je izjavil sledeče: 
Užival sem v vseh filmih, a najbolj sem užival v Nedosegljivem mostu zaradi lika, ki sem ga igral, generalporočnika Briana Horrocksa. Brian je bil takrat še živ in sem ga dobro poznal - bila sva prijatelja vse do njegove smrti. Bil je zelo zanimiv tip generala in bilo je pomembno, da sem pravilno odigral vlogo.
Horrocks je umrl 4. januarja 1985. Spominske slovesnosti 26. februarja v opatiji Westminster sta se udeležila generalmajor Peter Gillett in državni obrambni sekretar Michael Heseltine, ki sta zastopala kraljico Elizabeto in predsednico vlade Margaret Thatcher. Na pogrebu so sodelovali tudi predstavniki 30 polkov in številnih drugih organizacij.

## Pregled vojaške kariere

### Napredovanja
- drugi poročnik: 8. avgust 1914
- prvi poročnik: 18. december 1914
- brevetni major: 1935
- polni major: 1936
- brevetni podpolkovnik: 1937
- polni podpolkovnik: december 1939
- začasni brigadir: maj 1940
- polni podpolkovnik: 28. maj 1941
- v.d. generalmajorja: 25. junij 1941
- začasni generalmajor: 27. junij 1942
- začasni generalporočnik in stalni generalmajor: avgust 1943
- začasni generalporočnik: avgust 1944
- stalni generalporočnik: 1946 (retroaktivno od 29. decembra 1944)

### Odlikovanja
Britanska
- vojaški križec: 1919
- spremljevalec reda za zasluge: 31. december 1942
- omenjen v poročilih: 24. junij 1943
- spremljevalec reda kopeli: 5. avgust 1943
- omenjen v poročilih: 22. marec 1945
- viteški poveljnik reda britanskega imperija: 5. julij 1945
- omenjen v poročilih: 9. avgust 1945
- viteški poveljnik reda kopeli: 1949

Belgijska
- Croix de Guerre 1940 s palmo
- veliki častnik reda krone s palmo

Francoska
- Croix de Guerre 1940
- poveljnik legije časti

Nizozemska
- viteški veliki častnik reda Orange-Nassau

Grška
- poveljnika reda kralja Jurija I.

Ameriška
- legija za zasluge